# Дербентская (станица)
Дербе́нтская — станица в Северском районе Краснодарского края, входит в состав Ильского городского поселения.

## География
Станица расположена в ущелье реки Иль в горно-лесной зоне, в 10 км юго-западнее центра посёлка городского типа Ильский. Население менее тысячи жителей.

## Школы
В ст. Дербентской работает основная общеобразовательная школа — МБОУ ООШ № 12.

### МБОУ ООШ № 12
Основная общеобразовательная школа № 12 была открыта в 1897 году. С 2011 г. школа стала муниципальным бюджетным общеобразовательным учреждением.
Учредитель — администрация муниципального образования Северский район.
Образование осуществляется на русском языке.

#### Статистические данные
МБОУ ООШ № 12 ст. Дербентской МО Северский район — учебное заведение, дающее начальное и основное общее образование. В 2013—2014 учебном году обучение ведется в 8 классах. На 1 сентября 2013 года в школе обучается 87 человек из них 32 учащихся 1, 2.4 классов, 55 учащихся 5-9 классов. Коллектив МБОУ ООШ № 12 насчитывает 8 педагогических работников, из них 3 имеют первую квалификационную категорию, 3 — вторую, 2 имеют соответствие. Высшее образование у 6 педагогических работников, что составляет 80 %.

## История
Станица Дербентская основана в 1864 году, в 1869—1906 году — хутор Ильский.
Станица названа в честь Дербентского полка. Гипотезы о присвоении названия станице в честь присоединения южного Дагестана к империи являются в корне неверными.
Дербентская была основана 10 июня 1864 года и населена казаками бывшего Азовского казачьего войска из станицы Новоспасовской. Впоследствии станица Дербентская была переименована в хутор Ильский, но в 1906 году ей было возвращено первоначальное название.
В 1873 году станичным атаманом был избран казак Василий Романович Пономарев, которого в 1877 году сменил Кондрат Кранда. В октябре 1885 года обвиненный в нарушении полномочий от должности атамана был отстранен урядник Якубовский, а на его место назначен казак Трикоз. В 1890 году поселковый атаман казак Долин был уволен по собственному желанию, а на его место назначен казак Никита Кушнир. Однако и он не долго возглавлял посёлок. В 1891 году по собственному желанию Н. Кушнир был уволен. посёлок возглавил после него казак Иван Терниченко.
Начиная с 2004 года каждого 12 июня в окрестностях ст.Дербентской историческими клубами ЮФО проводятся масштабные мероприятия, посвящённые реконструкции войны во Вьетнаме.

## Население
| 2002 | 2010 | 2012 | 2013 | 2014 | 2015 |
| ---- | ---- | ---- | ---- | ---- | ---- |
| 608  | ↗630 | ↗639 | ↘624 | ↗639 | ↗644 |
| 2016 | 2017 | 2018 | 2019 | 2020 | 2021 |
| ↘634 | ↗650 | ↘646 | ↗655 | ↗667 | ↘607 |
| 2023 |      |      |      |      |      |
| ↗626 |      |      |      |      |      |